# 小行星9860
小行星9860（9860 Archaeopteryx）是一颗绕太阳运转的小行星，为主小行星带小行星。该小行星于1991年8月6日发现。

## 轨道参数
小行星9860的轨道半长轴为3.1633642 UA，离心率为0.079。